# Kalimantan-Spitzhörnchen
Das Kalimantan-Spitzhörnchen (Tupaia salatana) kommt südlich der Flüsse Kayan und Rajang auf Kalimantan vor.

## Merkmale
Das Kalimantan-Spitzhörnchen erreicht eine Kopf-Rumpf-Länge von 17,5 bis 21 cm, hat einen 17,5 bis 20,5 cm langen Schwanz und 5 bis 5,3 cm lange Hinterfüße. Die buschigen Haare des Schwanzes sind etwa 2 cm lang. Das Gewicht der Tiere wurde bisher nicht ermittelt. In der Fellfärbung ähnelt das Kalimantan-Spitzhörnchen dem Gewöhnlichen Spitzhörnchen (Tupaia glis) von der Malaiischen Halbinsel, ist aber etwas rötlicher gefärbt und sein Haar ist länger. Die Haare des Schwanzes sind an der Basis länger und werden zur hin Spitze immer kürzer. Wie viele andere Tupaia-Arten auch zeigt es auf den Schultern helle, kurze Streifen, die beim Kalimantan-Spitzhörnchen aber etwas rötlich getönt sind. Die Brust ist lohfarben, der Bauch ist grau gefärbt, dazwischen befindet sich ein dunkelgrauer Sattel.

## Lebensweise

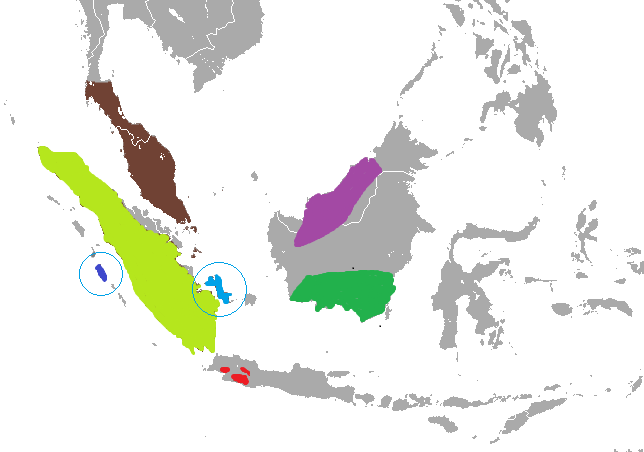
Verbreitungsgebiete verschiedener Spitzhörnchenarten.
T. glis
T. ferruginea
T. discolor
T. chrysogaster
T. hypochrysa
T. salatana
T. longipes

Über das Verhalten, die Lebensweise, die Ernährung, die Aktivitätsmuster und die Vermehrung des Kalimantan-Spitzhörnchens ist bisher nichts bekannt. Es lebt wahrscheinlich vor allem in Tieflandregenwäldern, ist tagaktiv und wird sich andere Spitzhörnchen vor allem von Insekten und Früchten ernähren.

## Systematik
Das Kalimantan-Spitzhörnchen wurde im Jahr 1913 durch den US-amerikanischen Zoologen Marcus Ward Lyon als Unterart des Gewöhnlichen Spitzhörnchens (Tupaia glis) erstmals wissenschaftlich beschrieben. Genaue morphometrische Untersuchungen der Proportionen der Hände führten schließlich dazu, dass das Kalimantan-Spitzhörnchen im Jahr 2013 als eigenständige Art anerkannt wurde.

## Gefährdung
Über den Bestand und eine eventuelle Gefährdung des Kalimantan-Spitzhörnchens können keine genauen Angaben gemacht werden, da zu wenig Daten vorliegen. Sein Verbreitungsgebiet ist stark von Entwaldung betroffen und der Bestand der Tiere ist möglicherweise dadurch gefährdet.